# 東北化学薬品
東北化学薬品株式会社（とうほくかがくやくひん）は、青森県弘前市に本社を置く化学工業薬品卸の企業である。

## 沿革
- 1953年2月 - 青森県弘前市北瓦ケ町で化学工業薬品の販売を目的として「東北化学薬品株式会社」設立。
- 1981年8月 - 本社を現在地に新築移転。
- 1983年6月 - 化学工業薬品の製造を目的として、子会社「東奥科研株式会社（現あすなろ理研株式会社）」設立。
- 1988年8月 - ソフトウェアの開発やパソコンの販売を目的として、子会社「東北システム株式会社」設立。
- 1995年6月 - 日本証券業協会に店頭登録（現ジャスダック）。
- 2002年1月 - ISO14001認証取得。
- 2003年7月 - 生命システム情報研究所開設。
- 2007年4月 - 「北星化学株式会社」を完全子会社化。
- 2010年4月 - 「株式会社日栄東海」を持分法適用関連会社化。
- 2012年10月 - 「株式会社日栄東海」を連結子会社化。